# Cinara pinidensiflorae
Cinara pinidensiflorae är en insektsart. Cinara pinidensiflorae ingår i släktet Cinara och familjen långrörsbladlöss. Inga underarter finns listade i Catalogue of Life.